# David Field (actor)
David Field es un actor y director australiano, conocido por sus numerosas participaciones en cine, teatro y televisión.

## Biografía
En 2001 fue galardonado con la Medalla del Centenario de Australia por sus servicios a la sociedad australiana y producción de cine australiano.

## Carrera
Apareció en el video musical "If I Could Start Today Again" de Paul Kelly.
En 1990 apareció en la serie A Country Practice donde dio vida a Lenny Jackson. Un año después el 22 de mayo de 1991 apareció como invitado en varios episodios de la popular serie australiana Home and Away donde interpretó al conserje Kenny Gibbs hasta el 21 de junio del mismo año.
En el 2000 apareció por segunda vez en la serie policíaca Water Rats donde interpretó a Warren Reith, anteriormente había aparecido por primera vez en la serie en 1997 como Doug Harvey en los episodios "One Dead Rat" y "Goldie's Trip".
En el 2002 interpretó a Ho'Ock en la popular serie de ciencia ficción Farscape.
Entre el 2003 y el 2007 apareció en las películas de BlackJack donde interpretó al inspector de la policía Terry Kavanagh.
En el 2005 apareció como invitado en la serie policíaca Blue Heelers donde dio vida a Charlie Biden, anteriormente había aparecido por primera vez en la serie en 1995 donde interpretó a Michael Doyle en los episodios "Paranoia: Part 1 & 2".
En el 2007 se unió al elenco principal de la serie policíaca City Homicide donde interpretó al detective superintendente de la policía Terry Jarvis hasta el final de la serie en el 2011.
En el 2011 se unió al elenco principal de la serie Wild Boys donde interpretó al capitán Gunpowder, hasta el final de la serie ese mismo año después de que fuera cancelada al finalizar la primera temporada. Ese mismo año apareció como invitado en un episodio de la tercera temporada de la serie Rescue Special Ops donde interpretó a Sidney "Siddy" Carter, un ladrón de bancos que queda atrapado bajo una pared.

## Filmografía

### Series de televisión
| Año         | Serie                          | Personaje             | Notas                                      |
| ----------- | ------------------------------ | --------------------- | ------------------------------------------ |
| 2016 - 2017 | The Secret Daughter            | Gus Carter            | 12 episodios                               |
| 2015 - 2016 | No Activity                    | Bruce                 | 10 episodios                               |
| 2014        | The Gods of Wheat Street       | Harry Hamilton        | 5 episodios                                |
| 2014        | The Moodys                     | Rhys                  | episodio "Happy Anniversary Kevin & Maree" |
| 2013        | Miss Fisher's Murder Mysteries | Sargento Ford         | episodio "Death On The Vine"               |
| 2012        | A Moody Christmas              | Rhys                  | 2 episodios                                |
| 2011        | Wild Boys                      | Capitán Gunpowder     | 10 episodios                               |
| 2011        | Rescue Special Ops             | Sidney "Siddy" Carter | episodio "The Carter Redemption"           |
| 2007 - 2011 | City Homicide                  | Det. Terry Jarvis     | 59 episodios                               |
| 2010        | Rake                           | Denny Lorton          | episodio "R vs Lorton"                     |
| 2010        | Wilfried                       | Arthur                | 2 episodios                                |
| 2007        | The Circuit                    | Kenneth               | episodio "In Country"                      |
| 2005        | Blue Heelers                   | Charlie Biden         | 2 episodios                                |
| 2005        | Mary Bryant                    | Thomas                | 2 episodios - miniserie                    |
| 2004        | Stingers                       | Nick Tascone          | episodio "Being Josh Brisbane"             |
| 2002        | Farscape                       | Ho'Ock                | episodio "Coup by Clam"                    |
| 2000        | Water Rats                     | Warren Reith          | 2 episodios                                |
| 2000        | Grass Roots                    | Daryl Kennedy         | 2 episodios                                |
| 1998        | Wildside                       | Alan Begbie           | episodio # 1.32                            |
| 1996        | Snowy River: The McGregor Saga | Dave Turner           | episodio "The Claimant"                    |
| 1992        | Police Rescue                  | Paul                  | episodio "Off the Track"                   |
| 1991        | Home and Away                  | Kenny Gibbs           | 10 episodios                               |
| 1990        | A Country Practice             | Lenny Jackson         | 2 episodios                                |

### Películas
| Año  | Películas                      | Personaje            | Notas |
| ---- | ------------------------------ | -------------------- | --- |
| 2015 | Down Under                     | Vic                  | junto a Lincoln Younes, Alexander England, Ryan O'Kane y Damon Herriman                                    |
| 2014 | Now Add Honey                  | Roger Gardam         | junto a Portia de Rossi, Robbie Magasiva, Ben Lawson, Erik Thomson & Lucinda Armstrong Hall                |
| 2013 | The Rover                      | Archie               | junto a Robert Pattinson, Guy Pearce, Scoot McNairy, Nash Edgerton, Anthony Hayes & Susan Prior            |
| 2013 | Convict                        | Warden               | junto a David Roberts, George Basha & Brendan Donoghue                                                     |
| 2013 | These Final Hours              | Hombre del Radio     | junto a Jessica De Gouw, Sarah Snook, Nathan Phillips & Daniel Henshall                                    |
| 2013 | Battle of the Damned           | Duke                 | junto a Dolph Lundgren, Matt Doran, Esteban Cueto & Melanie Zanetti                                        |
| 2013 | Mystery Road                   | Mr. Bailey           | junto a Aaron Pedersen, Hugo Weaving, Jack Thompson, Ryan Kwanten & Damian Walshe-Howling                  |
| 2012 | Convenience                    | -                    | corto - junto a Khanh Trieu                                                                                |
| 2012 | Careless Love                  | Dion                 | junto a Nammi Le, Penny McNamee, Peter O'Brien, Hugo Johnstone-Burt & Andrew Ryan                          |
| 2010 | The Nothing Men                | David Snedden        | junto a Colin Friels, Martin Dingle Wall & Brendan Clearkin                                                |
| 2008 | Seven Seven Seven              | Elias Rogers         | corto - junto a Laura Gorun, Noni Hazlehurst, Tom Sanders & James Showler                                  |
| 2008 | $9.99                          | Sammy                | junto a Geoffrey Rush, Anthony LaPaglia, Barry Otto, Joel Edgerton, Claudia Karvan & Ben Mendelsohn        |
| 2007 | BlackJack: Ghost               | Insp. Terry Kavanagh | junto a Colin Friels, Marcus Graham, Marta Dusseldorp, Simon Lyndon, Gigi Edgley & Rhys Muldoon            |
| 2007 | Unfinished Sky                 | Sgt. Carl Allen      | junto a William McInnes, Christopher Sommers, Renai Caruso, Scott McRae & Roy Billing                      |
| 2007 | West                           | Doug                 | junto a Khan Chittenden, Nathan Phillips, Gillian Alexy, Michael Dorman & Anthony Hayes                    |
| 2006 | BlackJack: At the Gates        | Insp. Terry Kavanagh | junto a Colin Friels, Saban Berrell, Gigi Edgley, Marta Dusseldorp & James Fraser                          |
| 2006 | BlackJack: Dead Memory         | Insp. Terry Kavanagh | junto a Colin Friels, Aaron Pedersen, Marta Dusseldorp, Daniel MacPherson & Yvonne Strahovski              |
| 2006 | Opal Dream                     | Jack                 | junto a Sapphire Boyce, Vince Colosimo, Jacqueline McKenzie & Denise Roberts                               |
| 2006 | All Is Forgiven                | Narrador             | corto - junto a Janneke Arent, Sandy Greenwood, Charlotte Gregg & Rory Williamson                          |
| 2005 | Feed                           | Padre Turner         | junto a Alex O'Loughlin, Patrick Thompson, Matthew Le Nevez & Jack Thompson                                |
| 2005 | BlackJack: Ace Point Game      | Insp. Terry Kavanagh | junto a Colin Friels, Marta Dusseldorp, Craig McLachlan, Gigi Edgley, Russell Dykstra & Matthew Holmes     |
| 2005 | BlackJack: In the Money        | Insp. Terry Kavanagh | junto a Max Cullen, Marta Dusseldorp, Gigi Edgley, Paul Gleeson, Colin Friels & Matthew Holmes             |
| 2005 | Hell Has Harbour Views         | Greg Hogan           | junto a Matt Day, Lisa McCune, Steve Bisley, Peter O'Brien, Freya Stafford, Marta Dusseldorp & Roy Billing |
| 2004 | BlackJack: Sweet Science       | Insp. Terry Kavanagh | junto a Colin Friels, Chris Haywood, Vince Colosimo, Alex O'Loughlin, Anthony Hayes & Nash Edgerton        |
| 2004 | Oyster Farmer                  | Brownie              | junto a Alex O'Loughlin, Jim Norton, Diana Glenn, Jack Thompson & Kerry Armstrong                          |
| 2004 | Tom White                      | Phil                 | junto a Colin Friels, Rachael Blake, Dan Spielman, Loene Carmen & Bill Hunter                              |
| 2003 | The Night We Called It a Day   | Bob Hawke            | junto a Dennis Hopper, Melanie Griffith, Portia de Rossi, Joel Edgerton, Rose Byrne & David Hemmings       |
| 2003 | Gettin' Square                 | Arnie DeViers        | junto a Sam Worthington, David Wenham, Timothy Spall, Freya Stafford & Gary Sweet                          |
| 2003 | BlackJack                      | Insp. Terry Kavanagh | junto a Russell Dykstra, Tony Barry, Matt Boesenberg, Tina Bursill & Colin Friels                          |
| 2003 | Blood Crime                    | Jonah Ganz           | junto a James Caan, Johnathon Schaech & Elizabeth Lackey                                                   |
| 2002 | Invincible                     | Slate                | junto a Billy Zane, Byron Mann, Tory Kittles, Dominic Purcell & Bren Foster                                |
| 2001 | My Husband My Killer           | Bill Vandenberg      | junto a Colin Friels, Craig McLachlan, Tara Morice, Bridie Carter, Linda Cropper & Chris Haywood           |
| 2001 | Silent Partner                 | John                 | junto a Syd Brisbane                                                                                       |
| 2001 | One Night the Moon             | Allman               | junto a Paul Kelly, Memphis Kelly & Chris Haywood                                                          |
| 2001 | Jet Set                        | -                    | junto a Tyler Coppin, Deborah Kennedy, Ryan Johnson & Robert Mammone                                       |
| 2000 | Chopper                        | Keithy George        | junto a Eric Bana, Dan Wyllie, Peter Hardy, Vince Colosimo, Simon Lyndon & Bill Young                      |
| 2000 | Sample People                  | T.T.                 | junto a Kylie Minogue, Ben Mendelsohn, Joel Edgerton & Nathan Page                                         |
| 2000 | Mr. Accident                   | Duxton Chevalier     | junto a Helen Dallimore, Felix Williamson, Garry McDonald, Pippa Grandison & Grant Piro                    |
| 2000 | Brother                        | Hermano 1            | corto - junto a Jamie Jackson, Geoff Ludbrook, Lindsay McCormack & Angus Strachan                          |
| 1999 | Two Hands                      | Acko                 | junto a Heath Ledger, Bryan Brown, Salvatore Coco, Steven Vidler & Rose Byrne                              |
| 1997 | Blackrock                      | Ken Warner           | junto a Chris Haywood, Essie Davis, Bojana Novakovic, John Howard & Geoff Morrell                          |
| 1996 | To Have & to Hold              | Stevie               | junto a Tchéky Karyo, Rachel Griffiths, Steve Jacobs & Anni Finsterer                                      |
| 1996 | The Beast                      | Scranton             | junto a William Petersen, Robert Mammone, Marshall Napier & Les Hill                                       |
| 1995 | Dad and Dave: On Our Selection | Dan                  | junto a Leo McKern, Geoffrey Rush, Barry Otto, Noah Taylor, Robert Menzies, Essie Davis & Celia Ireland    |
| 1995 | Everynight... Everynight       | Dale                 | junto a Bill Hunter, Robert Morgan, Phil Motherwell & Jim Daly                                             |
| 1995 | Stitched                       | -                    | junto a John Polson                                                                                        |
| 1994 | Exile                          | Timothy Dullach      | junto a Aden Young, Claudia Karvan, Chris Haywood, Barry Otto & Hugo Weaving                               |
| 1993 | Just Desserts                  | -                    | corto - junto a Nicoletta Boris, Lynette Curran, Anne-Louise Lambert & Dina Panozzo                        |
| 1993 | Broken Highway                 | Tatts                | junto a Aden Young, Bill Hunter, Claudia Karvan, William McInnes & Kris McQuade                            |
| 1993 | Touch Me                       | Roderick             | corto - junto a Claudia Karvan, Barry Otto, Chris Haywood & Norman Kaye                                    |
| 1992 | Seeing Red                     | William              | junto a Tony Llewellyn-Jones, Zoe Carides, Henri Szeps, George Spartels & David Wenham                     |
| 1988 | Dadah Is Death                 | -                    | junto a Julie Christie, Hugo Weaving, John Polson, Sarah Jessica Parker & Kerry Armstrong                  |
| 1988 | Ghosts... of the Civil Dead    | Wenzil               | junto a Mike Bishop, Chris DeRose, Kevin Mackey, Dave Mason & Nick Cave                                    |

### Productor, escritor, director y acróbata
| Año        | Título                          | Notas              |
| ---------- | ------------------------------- | ------------------ |
| 2012       | Amanda Loves Corey              | corto - coescritor |
| 2009       | The Combination                 | director           |
| 2006       | 3606/202                        | obra - director    |
| 2003       | Who's Afraid of Virginia Woolf? | obra - director    |
| 2002       | Dealer's Choice                 | obra - director    |
| 2001       | Silent Partner                  | productor asociado |
| 2000       | Mr. Accident                    | acróbata           |
| 2000, 2001 | The Misanthrope                 | obra - director    |
| 1998       | Please Explain                  | obra - director    |

### Equipo misceláneo
| Año  | Título                 | Notas                 |
| ---- | ---------------------- | --------------------- |
| 2006 | Suburban Mayhem        | profesor de actuación |
| 2002 | Australian Rules       | profesor de actuación |
| 1999 | Notting Hill           | doble                 |
| 1993 | The Remains of the Day | doble                 |

### Presentador y narrador
| Año         | Programa                                      | Notas           |
| ----------- | --------------------------------------------- | --------------- |
| 2007 - 2008 | Police Files: Unlocked                        | 13 episodios    |
| 1970        | Joseph and The Amazing Technicolour Dreamcoat | obra - narrador |

### Teatro
| Año  | Obra                            | Personaje     | Director (a)     | Teatro                 | Notas                                                                       |
| ---- | ------------------------------- | ------------- | ---------------- | ---------------------- | --------------------------------------------------------------------------- |
| 2010 | One Night                       | -             | -                | -                      | junto a Paula Duncan, Daniel MacPherson & Felix Williamson                  |
| 2005 | A View From The Bridge          | Eddie Carbone | Sandra Bates     | Ensemble Theatre       | junto a Alan Fowler, Glenn Hazeldine & Toni Scanlan                         |
| 2004 | Ray's Tempest                   | -             | Peter Evans      | Belvoir St. Theatre    | junto a Wayne Blair, Gigi Edgley, Anni Finsterer, Damon Gameau & Anita Hegh |
| 2004 | Victory                         | -             | Judy Davis       | Sydney Theatre         | junto a Judy Davis, Colin Friels, Chris Haywood & Marta Dusseldorp          |
| 2001 | The Dying Gaul                  | Robert        | Chris Drummond   | -                      | junto a Lisa Hensley, Geoff Revell & Jonathan Speer                         |
| 2000 | The Small Poppies               | -             | Neil Armfield    | Butter Factory Theatre | junto a Max Cullen, Julia Forsyth, Deborah Mailman & Geoffrey Rush          |
| 2001 | La Dispute                      | -             | -                | Sydney Theatre         | junto a Leeanna Walsman, Rose Byrne & Justine Saunders                      |
| 1998 | Macbeth Project-Showings        | -             | Patrick Nolan    | -                      | junto a Celia Ireland, Linda Cropper, Rebecca Massey & Aden Young           |
| 1996 | The Club                        | -             | Rosalba Clemente | Theatre Royal          | junto a Don Barker, Syd Brisbane, Francis Greenslade & Mark Saturno         |
| 1996 | Silent Partner                  | -             | -                | Red Shed Theatre       | junto a Syd Brisbane                                                        |
| 1995 | Picasso at the Lapin Agile      | -             | Neil Armfield    | Belvoir St. Theatre    | junto a Paul Blackwell, Deborah Kennedy & Shane Bourne                      |
| 1994 | Shadow Boxing                   | -             | Richard Buckham  | Stables Theatre        | -                                                                           |
| 1994 | Goodworks                       | -             | Adam Cook        | Q Theatre              | junto a Danny Adcock, Maggie Dence, Vanessa Downing & Jamie Jackson         |
| 1994 | The Swan                        | -             | Melissa Bruce    | -                      | junto a Kaarin Fairfax & Anthony Wong                                       |
| 1994 | Big Toys                        | -             | Adam Cook        | Marian St. Theatre     | junto a Danny Adcock & Kris McQuade                                         |
| 1993 | Funerals and Circuses           | -             | Steven Gration   | Universal Theatre      | junto a Wayne Anthony, Francis Greenslade, Nicholas Hope & Kate Roberts     |
| 1993 | Dali                            | -             | Derek Kreckler   | Stables Theatre        | -                                                                           |
| 1992 | Water Daughter/Glycerine Tears  | -             | Ros Horin        | Stables Theatre        | junto a Deborah Kennedy, Glenda Linscott & Susan Prior                      |
| 1992 | Fractured Intimacies            | -             | Ros Horin        | Stables Theatre        | junto a Deborah Kennedy, Glenda Linscott, Colin Moody & Susan Prior         |
| 1992 | Like Whiskey on the Breath...   | -             | Ros Horin        | Stables Theatre        | junto a Deborah Kennedy, Glenda Linscott, Colin Moody & Susan Prior         |
| 1992 | The Trackers of Oxyrhynchus     | -             | Mark Gaal        | Wharf Theatre          | junto a Kate Fitzpatrick, Drew Forsythe, Wayne Pygram & John Wood           |
| 1991 | Jonah Jones                     | -             | Neil Armfield    | -                      | junto a Jane Harders, William Snow & John Wood                              |
| 1991 | Low                             | -             | -                | Belvoir St. Theatre    | junto a Rosemary Harris                                                     |
| 1991 | The Boys                        | -             | Alex Galeazzi    | Stab Theatrlese        | junto a Lynette Curran, Peter Lehner & David Wenham                         |
| 1990 | No Sugar                        | -             | Neil Armfield    | Belvoir St. Theatre    | junto a Jack Charles, Peter Collingwood & Steve Dodd                        |
| 1990 | In Our Town                     | -             | Phil Thomson     | Playhouse Theatre      | junto a Jack Charles, Morton Hansen, Andy King & Kelton Pell                |
| 1990 | The Tempest                     | -             | Neil Armfield    | Belvoir St. Theatre    | junto a John Bell, Geoff Morrell, Angie Milliken & Max Cullen               |
| 1990 | Munjong                         | -             | Vivian Walker    | -                      | junto a David Kennedy, Rhoda Roberts & James Taylor                         |
| 1989 | The Conquest of the South Pole  | -             | Jim Sharman      | Belvoir St. Theatre    | junto a Angie Milliken, Baz Luhrmann, Richard Huggett & Stephen Rae         |
| 1988 | The 16th Australian National... | -             | Ian Watson       | Parade Theatre         | junto a Jennifer Hagan, Noel Hodda & Carole Skinner                         |
| 1988 | Drums of Thunder                | -             | Mark Gaal        | Belvoir St. Theatre    | junto a Victoria Eagger, Scott McGregor & Wayne Pygram                      |
| 1988 | Back Beat                       | -             | Ian Watson       | Stables Theatre        | junto a Shane Connor, Toni Scanlan & Fiona Stewart                          |
| 1988 | The Kid                         | -             | Peter Kingston   | Stables Theatre        | junto a Beth Child, Gia Carides & Rebecca Frith                             |
| 1987 | The Good Doctor                 | -             | Arthur Sherman   | Ensemble Theatre       | junto a Gary Baxter, Lynette Gall & Dennis Masters                          |

## Premios y nominaciones
| Año  | Categoría                                                                 | Premio          | Película/Serie               | Resultado |
| ---- | ------------------------------------------------------------------------- | --------------- | ---------------------------- | --------- |
| 2003 | Best Actor in a Supporting Role                                           | AFI Award       | -                            | Nominado  |
| 2003 | Best Supporting Actor - Male                                              | FCCA Award      | The Night We Called It a Day | Ganador   |
| 2001 | Best Actor in a Telefeature or Mini-Series                                | AFI Award       | My Husband My Killer         | Ganador   |
| 2000 | Best Performance by an Actor in a Guest Role in a Television Drama Series | Dolly AFI Award | Grass Roots                  | Nominado  |